# Abidama producta
Abidama producta là một loài côn trùng thuộc họ Cercopidae. Tên khoa học của loài này được Walker công bố hợp lệ năm 1851.